# Joseph-Sébastien-Ghislain della Faille d'Assenede
Pour les articles homonymes, voir della Faille.
Joseph-Sébastien-Ghislain, comte della Faille d'Assenede né le 20 janvier 1756 à Gand Belgique et mort le 7 novembre 1830 à Gand, était un homme politique belge des XVIIIe et XIXe siècles.

## Biographie
Le comte della Faille était maire de Gand, trésorier de la 3e cohorte de la Légion d'honneur, et officier de cet ordre, quand il fut élu par le Sénat conservateur, le 18 février 1808, député du département de l'Escaut au Corps législatif.
Il siégea dans cette assemblée jusqu'aux traités de 1814 qui séparèrent la Belgique de la France.
Il fut également membre du corps équestre de Flandre-Orientale, membre de l'Institut, chambellan du roi Guillaume Ier des Pays-Bas, membre de la seconde Chambre (1815-1818).